# Dearing (Georgia)
Dearing – miasto w Stanach Zjednoczonych, w stanie Georgia, w hrabstwie McDuffie.